# Grand Prix de Villers-Cotterêts
De Grand Prix de Villers-Cotterêts was een eendagskoers in Frankrijk. De eerste editie vond plaats in 1998, de laatste was in 2006. De koers was onderdeel van de UCI Europe Tour met een classificatie van 1.1. De koers was tevens overdeel van de Coupe de France.
In 2007 werd de koers niet verreden, doordat de organisator, het CSO, niet voldoende geld had om de wedstrijd te organiseren. Aanvankelijk werd de ronde slechts verzet, maar uiteindelijk werd de koers geheel geannuleerd.
Er waren geen Belgische of Nederlandse overwinnaars in deze koers. 